# رگین
شهر رگین (به رومانیایی: Reghin) در شهرستان موره در کشور رومانی واقع شده‌است. جمعیت این شهر ۳۶٬۰۲۳ نفر  است.

## نگارخانه

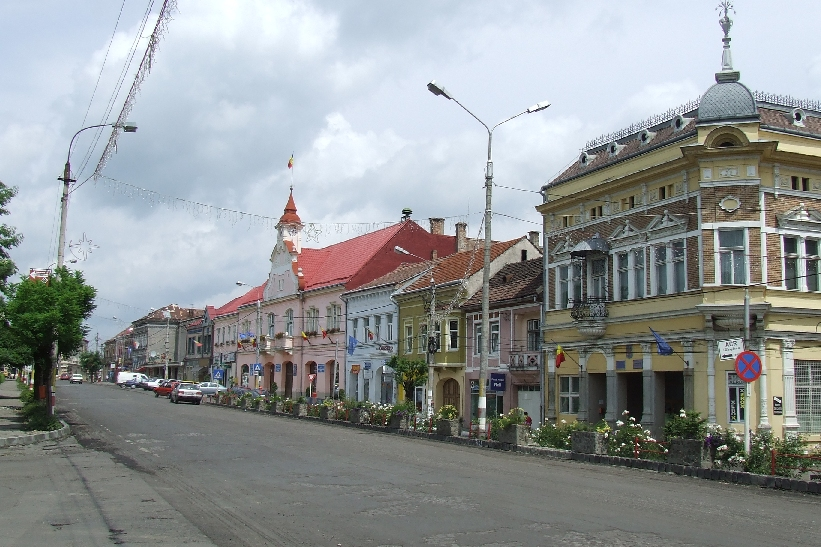
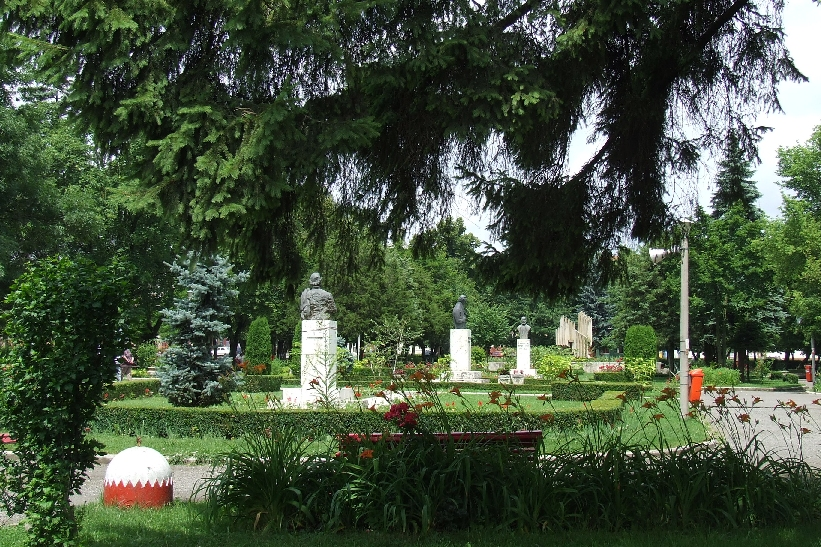
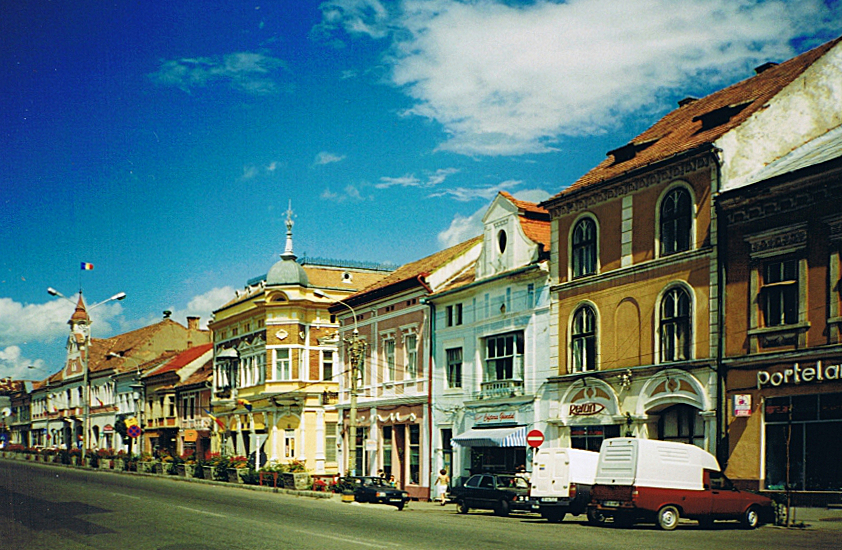
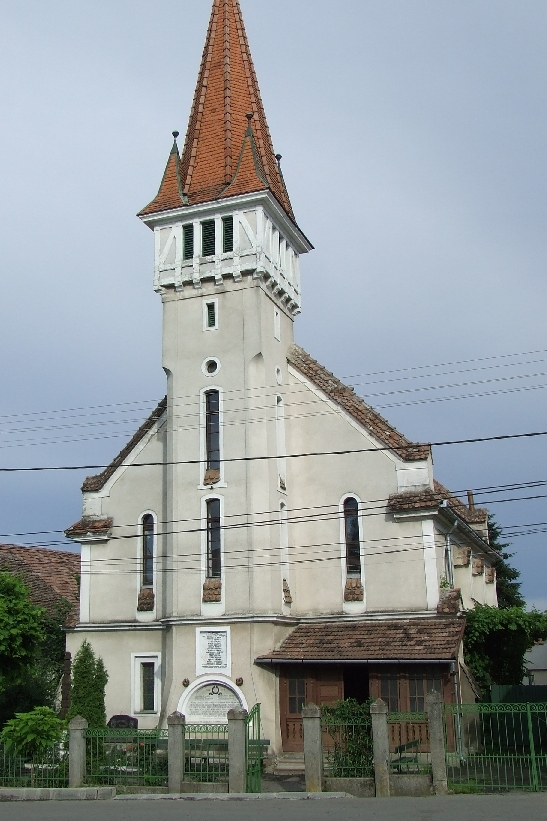
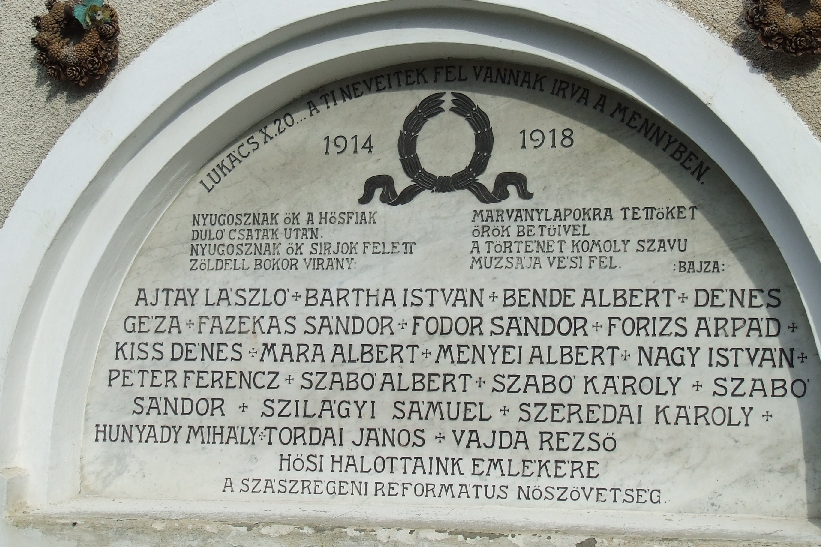
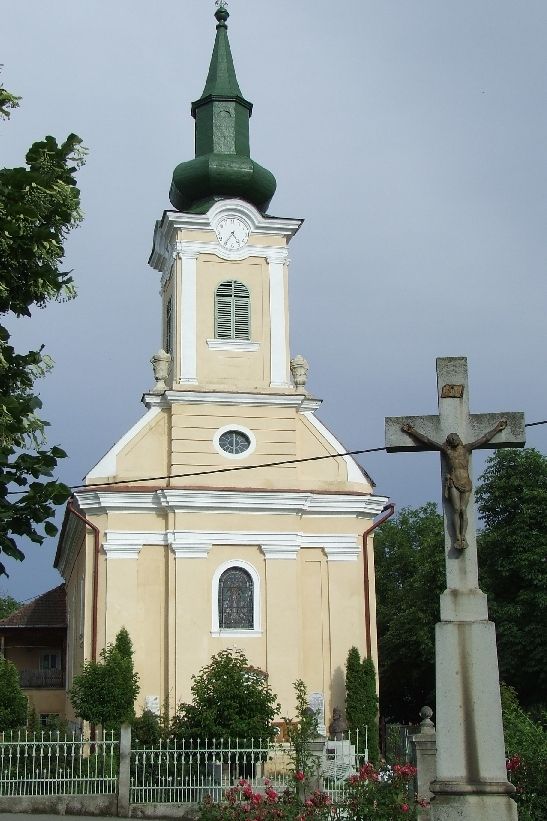